# Trận chiến đèo Côn Lôn
Bản mẫu:Campaignbox Second Sino-Japanese War
Trận đèo Côn Luân (giản thể: 昆仑关战役; phồn thể: 崑崙關戰役; bính âm: Kūnlúnguān Zhàngyì) là một loạt các trận đanh giữa Nhật và Trung Quốc trong việc tranh giành đèo Côn Lôn.
Sư đoàn 200 (giản thể: 第200师; phồn thể: 第200師; bính âm: Dì 200 Shī), đơn vị cơ giới hóa đầu tiên của Quân Cách mạng Quốc dân, đã đoạt được một chiến thắng vang dội đối với quân Nhật, xóa sổ một lữ đoàn quân Nhật Bản. Sư đoàn 200 được trang bị 240 xe tăng T-26, 30 xe tăng BT-5.